# Berg van Troje
De Berg van Troje is een vliedberg gelegen aan de rand van het dorp Borssele. De berg is het restant van het voormalig mottekasteel van de Heren van Borssele.

## Geschiedenis
De berg is waarschijnlijk aangelegd in de 11e of de vroege 12e eeuw om dienst te doen als woonterp. In die tijd was de heuvel slechts een terpje van ongeveer 3 meter hoogte. Rond het jaar 1200 werd de heuvel opgehoogd tot 4,7 meter om dienst te doen als mottekasteel. In die tijd bestond een dergelijk type kasteel uit een aarden heuvel met daarop een palissade die een vierkante houten verdedigingstoren omsloot. Vroeg in de dertiende eeuw werd de heuvel nogmaals verhoogd tot 7,1 meter en voorzien van een stenen ringmuur met steunberen, die een totale diameter had van 50 meter en als een cilinder het aardlichaam omsloot. Boven op de berg stond de woontoren of donjon, waar in de 13e/14e eeuw een uitkijktoren aan werd toegevoegd. Deze hoofdburcht was omringd door een slotgracht en werd door een loopbrug verbonden met de lager gelegen voorburcht. Tijdens het overstromingsjaar 1530 stortte een deel van de ringmuur in de omliggende gracht. Daarna raakte het kasteel steeds meer in verval. Uiteindelijk verdween het op de vliedberg liggende kasteel zelfs geheel.
Pas in de Tweede Wereldoorlog kreeg de berg weer een echte functie. In de berg werden door de Duitsers drie bunkers ingegraven die er nog steeds liggen.
In 2016 werd het terrein heringericht. Rondom het terrein werd een wandelpad aangelegd en op de voorburcht worden zitbanken neergezet op de plaats waar vroeger de muren stonden. Op de plaats waar vroeger de brug van de voorburcht naar de vliedberg bestond is een houten plankier aangebracht. Bovenop de berg is een metalen vaandel geplaatst.

## Afbeeldingsgalerij

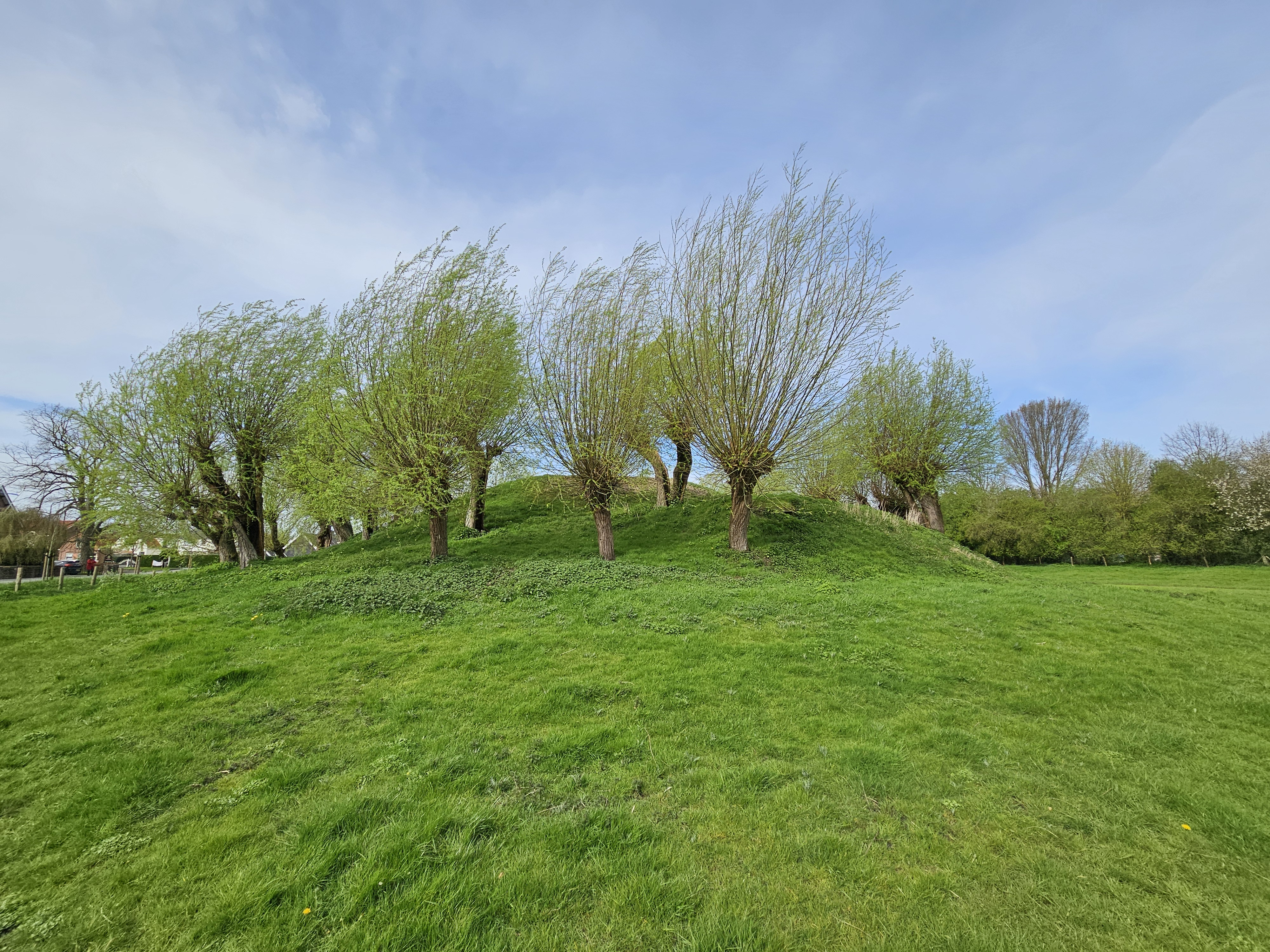
De berg van Troje in april 2024
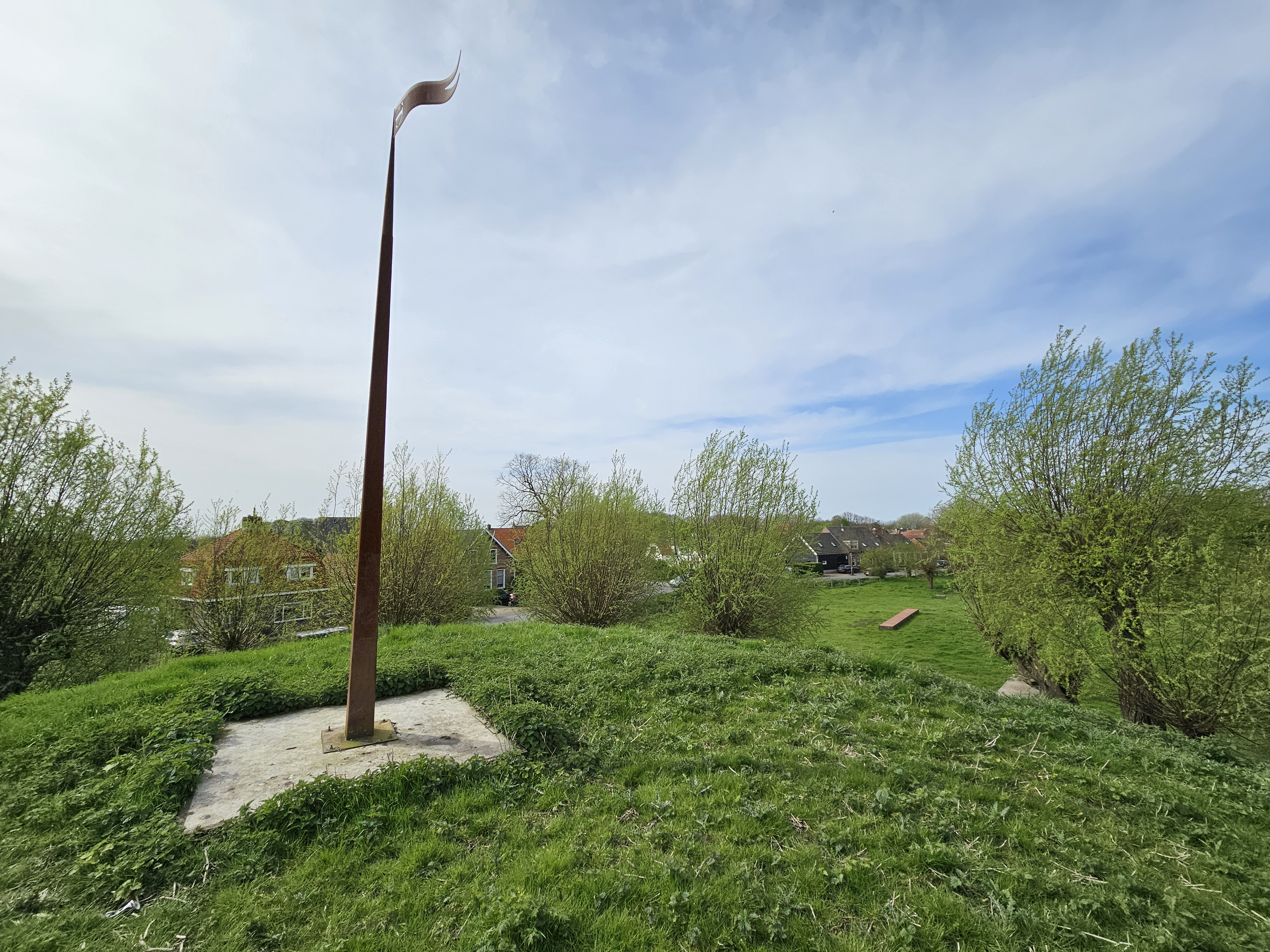
Vaandel op de top van de vliedberg
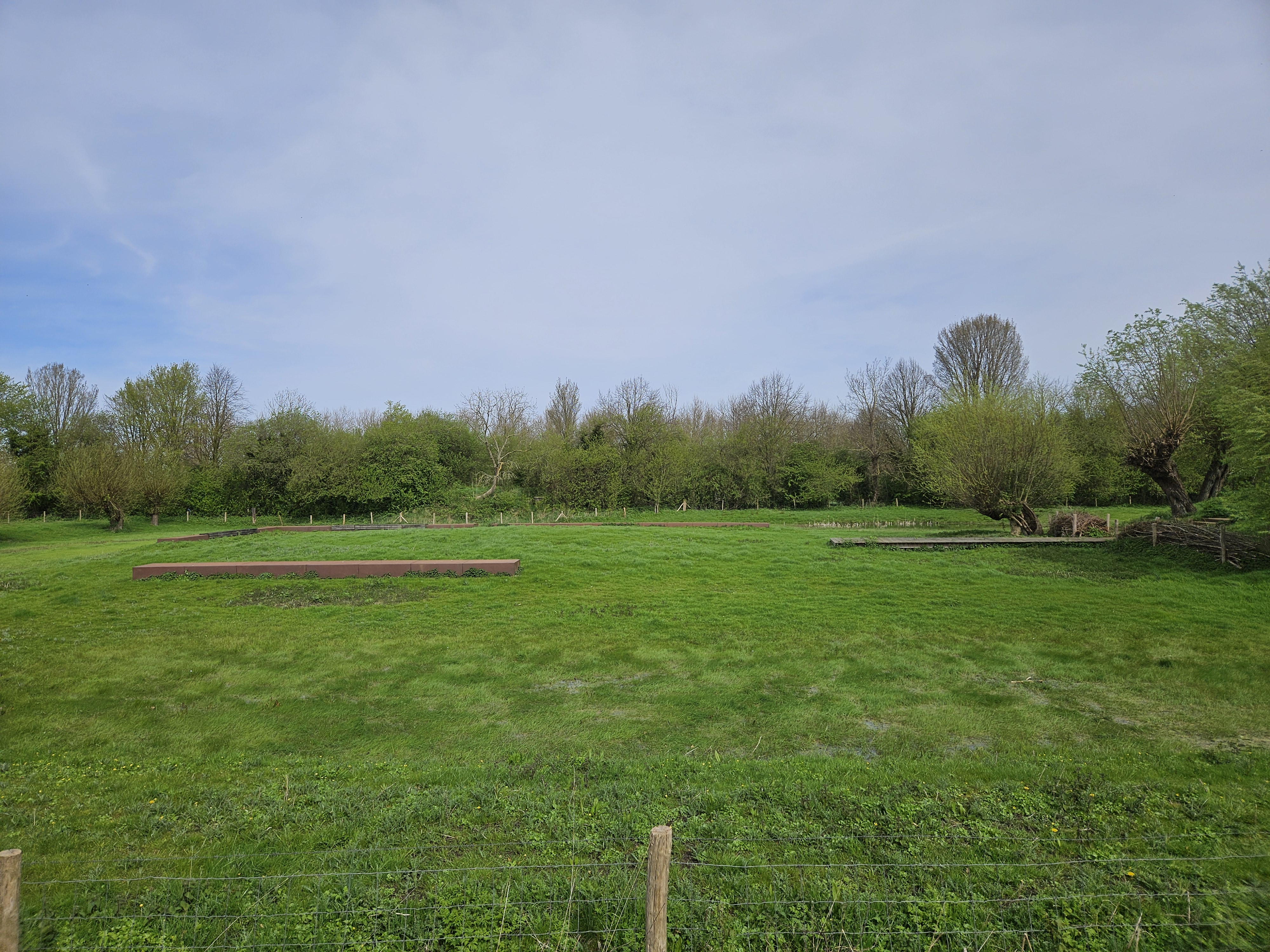
Het omgrachtte terrein van de voormalige voorburcht. Nu ingericht met enkele zitelementen.